# Clarissa Cristina dos Santos
Clarissa Cristina dos Santos, conosciuta semplicemente come Clarissa (Rio de Janeiro, 10 marzo 1988), è una cestista brasiliana.

## Carriera
Con il Brasile ha disputato due edizioni dei Giochi olimpici (Londra 2012, Rio de Janeiro 2016), i Campionati mondiali del 2014 e quattro edizioni dei Campionati americani (2011, 2013, 2019, 2021).